# کنتور تیانا
کنتور تیانا (به اسپانیایی: Kuntur Tiyana) یک کوه در پرو است که در Peru, Junín Region واقع شده‌است. کنتور تیانا ۴٬۶۰۰ متر بالاتر از سطح دریا واقع شده‌است.